# Красний Яр (Бородуліхинський район)
Кра́сний Яр (каз. Красный Яр) — село у складі Бородуліхинського району Абайської області Казахстану. Адміністративний центр Красноярського сільського округу.
Населення — 386 осіб (2021; 478 у 2009, 608 у 1999, 696 у 1989).
Національний склад станом на 1989 рік:
- росіяни — 72 %
- німці — 20 %